# Radnički Belgrad (piłka siatkowa kobiet)
Radnički Belgrad  - żeński klub piłki siatkowej z Serbii. Swoją siedzibę ma w Belgradzie.

## Sukcesy
- Mistrzostwo Jugosławii:
  -  1979/1980, 1980/1981, 1987/1988
- Puchar Jugosławii:
  -  1980, 1987
- Puchar Serbii i Czarnogóry:
  -  2001